# Metopa tenuimana
Metopa tenuimana är en kräftdjursart som beskrevs av Georg Ossian Sars 1892. Metopa tenuimana ingår i släktet Metopa och familjen Stenothoidae. Arten har ej påträffats i Sverige. Inga underarter finns listade i Catalogue of Life.